# Ragouba
Ragouba (em árabe: الرقوبة) é uma comuna localizada na província de Souk Ahras, Argélia. De acordo com o censo de 2008, a população total da cidade era de 5 160 habitantes.